# Sault-Brénaz

Sault-Brénaz este o comună în departamentul Ain din estul Franței.